# Chorebus stenocentrus
Chorebus stenocentrus är en stekelart som först beskrevs av Thomson 1895.  Chorebus stenocentrus ingår i släktet Chorebus och familjen bracksteklar. Arten är reproducerande i Sverige. Inga underarter finns listade i Catalogue of Life.